# Communauté de communes des Luys en Béarn (vor 2017)
Die Communauté de communes des Luys en Béarn (vor 2017) ist ein ehemaliger französischer Gemeindeverband mit der Rechtsform einer Communauté de communes im Département Pyrénées-Atlantiques in der Region Nouvelle-Aquitaine. Sie wurde am 1. Januar 2014 gegründet und umfasste 22 Gemeinden. Der Verwaltungssitz befand sich im Ort Serres-Castet.

## Historische Entwicklung
Der Gemeindeverband entstand 2014 durch die Fusion der Vorgängerorganisationen
- Communauté de communes de Thèze und
- Communauté de communes du Luy-de-Béarn.

Mit Wirkung vom 1. Januar 2017 fusionierte der Gemeindeverband mit
- Communauté de communes du Canton de Garlin und
- Communauté de communes du Canton d’Arzacq

und bildete so die gleichnamige Nachfolgeorganisation Communauté de communes des Luys en Béarn. Trotz der Namensgleichheit handelt es sich um eine Neugründung mit anderer Rechtspersönlichkeit.

## Ehemalige Mitgliedsgemeinden
1. Argelos
2. Astis
3. Aubin
4. Auga
5. Auriac
6. Bournos
7. Carrère
8. Claracq
9. Doumy
10. Garlède-Mondebat
11. Lalonquette
12. Lasclaveries
13. Lème
14. Miossens-Lanusse
15. Montardon
16. Navailles-Angos
17. Pouliacq
18. Sauvagnon
19. Serres-Castet
20. Sévignacq
21. Thèze
22. Viven